# Thập niên 30 TCN
Thập niên 30 TCN hay thập kỷ 30 TCN chỉ đến những năm từ 30 TCN đến 39 TCN.